# Flores de alquiler
Flores de alquiler, è il secondo album degli spagnoli La Quinta Estación, esce nel 2004 e può essere definito come l'album della consacrazione non solo in Messico e in sud America ma anche negli Stati Uniti e in Spagna. Trainato dal singolo El sol no regresa, l'album riscuote subito un enorme successo vendendo circa 500 000 copie. Oltre al primo singolo ne vengono estratti altri 3, altrettanto fortunati. Flores de alquiler vale ai La Quinta Estación una nomination agli MTV Video Music Awards Latinoamerica.

## Tracce
- El sol no regresa
- Esperare despierta
- Daria
- Algo mas
- Flores de alquiler
- Mi ciudad
- Busco tu piel
- A cada paso
- Niña
- No hay perdon
- Rompe el mar
- Si yo fuera mujer
- Voy a pasarmelo bien

## Singoli estratti
- El sol no regresa
- Algo mas
- Daria
- Niña